# Kasper Irzykowicz
Kasper Irzykowicz herbu Leliwa (zm. przed 1 marca 1578 roku) – podkomorzy mielnicki od 1567 roku.
Poseł na sejm lubelski 1569 roku z ziemi bielskiej.